# Кріста Пярмякоскі
Кріста Пярмякоскі (фін. Krista Pärmäkoski, до шлюбу Лагтеенмякі (Lähteenmäki), 12 грудня 1990) — фінська лижниця, олімпійська медалістка.
Срібну олімпійську медаль Кріста виборола на Іграх 2014 року в Сочі в складі фінської естафетної команди, а бронзову — на Олімпіаді 2108 в Пьонхчані у скіатлоні, ще одну в гонці на 10 км вільним стилем, і ще срібну в марафонській гонці на 30 км класичним стилем.

## Виступи на Олімпійських іграх
| Рік  | Вік | 10 км  | Скіатлон 15 км | 30 км мас-старт | Спринт | Естафета 4 × 5 км | Командний спринт |
| ---- | --- | ------ | -------------- | --------------- | ------ | ----------------- | ---------------- |
| 2010 | 19  | 52     | —              | 25              | —      | —                 | —                |
| 2014 | 23  | 10     | 13             | 18              | —      | Срібло            | —                |
| 2018 | 27  | Бронза | Бронза         | Срібло          | 9      | 4                 | 5                |
| 2022 | 31  | Бронза | 7              | —               | —      | —                 | —                |

## Виступи на чемпіонатах світу
| Рік  | Вік | 10 км | Скіатлон 15 км | 30 км мас-старт | Спринт | Естафета 4 × 5 км | Командний спринт |
| ---- | --- | ----- | -------------- | --------------- | ------ | ----------------- | ---------------- |
| 2009 | 18  | 37    | —              | —               | —      | —                 | —                |
| 2011 | 20  | 5     | 31             | 11              | 16     | Бронза            | Срібло           |
| 2013 | 22  | 15    | 8              | DNF             | 14     | —                 | Бронза           |
| 2015 | 24  | 20    | 23             | —               | —      | Бронза            | —                |
| 2017 | 26  | 7     | Срібло         | 6               | —      | Бронза            | —                |
| 2019 | 28  | 4     | 8              | 11              | —      | 6                 | 7                |
| 2021 | 30  | 13    | 13             | 8               | —      | Бронза            | 7                |